# Haikou (köpinghuvudort i Kina, Zhejiang Sheng, lat 28,33, long 120,08)
Haikou (kinesiska: 海口, 海口镇) är en köpinghuvudort i Kina. Den ligger i provinsen Zhejiang, i den östra delen av landet, omkring 210 kilometer söder om provinshuvudstaden Hangzhou. Antalet invånare är 10 368. Befolkningen består av 4 879 kvinnor och 5 489 män. Barn under 15 år utgör 22,0 %, vuxna 15-64 år 64 %, och äldre över 65 år 13,0 %.
Runt Haikou är det ganska tätbefolkat, med 134 invånare per kvadratkilometer. Närmaste större samhälle är Chuanliao, 14,7 km sydost om Haikou. I omgivningarna runt Haikou växer i huvudsak blandskog.
Genomsnittlig årsnederbörd är 2 331 millimeter. Den regnigaste månaden är juni, med i genomsnitt 383 mm nederbörd, och den torraste är januari, med 67 mm nederbörd.